# Valle de la Muerte
El valle de la Muerte (del inglés: Death Valley) es un valle desértico ubicado al sureste de California (Estados Unidos), en el desierto de Mojave, limítrofe del sur del desierto de la Gran Cuenca. En verano es uno de los lugares más calurosos del mundo, junto con los desiertos de África, Australia y Oriente Medio.
En este valle se encuentra la cuenca de Badwater, que es el punto de elevación más baja (–86 m s. n. m.) de toda América del Norte. Este punto está a solo 136 km al este del punto de mayor altitud de los Estados Unidos contiguos, el monte Whitney (4421 m s. n. m.).
Furnace Creek, en el Valle de la Muerte, tiene el récord de la temperatura del aire más alta registrada con fiabilidad en el mundo, 129 °F (54,4 °C), en julio de 2013. Cien años antes, en 1913, el Valle de la Muerte supuestamente registró una temperatura 56,7 grados, pero según los científicos y un estudio publicado en el Journal of Climate en 2016, este récord es «esencialmente no verificable». Como apuntó el experto Christopher Burt a la revista de la Universidad de Yale Climate Connections en 2016, «el antiguo récord del Valle de la Muerte de julio de 1913 es 100 % falso».
Según la Organización Meteorológica Mundial (OMM), la temperatura más alta jamás registrada fue de 56,7 °C el 10 de julio de 1913 en Furnace Creek (Greenland Ranch)  en la zona de Badwater. Esta temperatura es la temperatura del aire ambiente más alta jamás registrada en la superficie de la Tierra.
Está localizado junto a la frontera entre los estados de California y Nevada, en la Gran Cuenca, al este de la Sierra Nevada, y constituye una gran parte del parque nacional del Valle de la Muerte, así como su principal atractivo, que forma una reserva de la biosfera en los desiertos de Mojave y Colorado. Se distribuye de norte a sur a lo largo de 225 km entre la sierra Amargosa al este y la sierra Panamint al oeste, y las montañas Sylvania y Owlshead, al norte y sur, respectivamente.
El Valle de la Muerte tiene un área de aproximadamente 3000 millas cuadradas (7800 km²). El punto más alto en el Valle de la Muerte es el Telescope Peak, en el Panamint Range, que tiene una elevación de 11 043 pies (3366 m.).
Por aquí fluye desde el sur el río Amargosa, albergando una pequeña depresión llamada Badwater que, con 86 m por debajo del nivel del mar, es el punto más bajo en América del Norte. El Valle de la Muerte fue anteriormente un obstáculo para los colonizadores (de allí su nombre), para después ser un centro de extracción de bórax.
Según los científicos, este lugar era el más caliente y el más seco del mundo, sólo superado por el desierto de Sonora, en México.

## Historia
El Valle de la Muerte está habitado por la tribu nativa americana de los timbisha, anteriormente conocidos como los panamint shoshone, que han habitado el valle durante al menos el último milenio. El nombre de los timbisha para el valle, Tümpisa, significa «pintura de roca» y alude a la pintura de ocre rojo que se puede hacer a partir de un tipo de arcilla que se encuentra en el valle. Algunas familias todavía viven en el valle en Furnace Creek. Otro pueblo estaba en el Cañón Grapevine, cerca del emplazamiento actual del Castillo de Scotty. Fue llamado en el idioma timbisha maahunu, cuyo significado es incierto, aunque se sabe que hunu significa ‘cañón’.
El valle recibió su nombre en inglés en 1849 durante la fiebre del oro de California. Fue llamado Valle de la Muerte por los buscadores y demás gentes que intentaban cruzar el valle en su camino hacia los campos de oro,después de que trece pioneros perecieran en una de las primeras expediciones de caravanas.Durante la década de 1850, se extrajeron oro y plata en el valle. En la década de 1880, se descubrió y extrajo bórax fue descubierto y extraído mediante carros tirados por mulas.
El 11 de febrero de 1933 el presidente de los Estados Unidos, Herbert Hoover, creó el Monumento Nacional del Valle de la Muerte, colocando la zona bajo protección federal. En 1994, el monumento fue reconvertido en Parque Nacional del Valle de la Muerte y además se amplió sustancialmente su superficie hasta incluir los valles Saline y Eureka.
El 12 de julio de 2014, Dave Legeno, actor inglés, boxeador y practicante de artes marciales mixtas, fue encontrado muerto en el Valle. Legeno había interpretado el papel de Fenrir Greyback en las películas de Harry Potter.
En noviembre de 1968, Charles Manson se estableció en sus alrededores junto a la «Familia Manson», donde ocuparon dos ranchos abandonados.

## Clima
| Parámetros climáticos promedio de Death Valley (Furnace Creek Station) | Parámetros climáticos promedio de Death Valley (Furnace Creek Station) | Parámetros climáticos promedio de Death Valley (Furnace Creek Station) | Parámetros climáticos promedio de Death Valley (Furnace Creek Station) | Parámetros climáticos promedio de Death Valley (Furnace Creek Station) | Parámetros climáticos promedio de Death Valley (Furnace Creek Station) | Parámetros climáticos promedio de Death Valley (Furnace Creek Station) | Parámetros climáticos promedio de Death Valley (Furnace Creek Station) | Parámetros climáticos promedio de Death Valley (Furnace Creek Station) | Parámetros climáticos promedio de Death Valley (Furnace Creek Station) | Parámetros climáticos promedio de Death Valley (Furnace Creek Station) | Parámetros climáticos promedio de Death Valley (Furnace Creek Station) | Parámetros climáticos promedio de Death Valley (Furnace Creek Station) | Parámetros climáticos promedio de Death Valley (Furnace Creek Station) |
| Mes                                                                    | Ene.                                                                   | Feb.                                                                   | Mar.                                                                   | Abr.                                                                   | May.                                                                   | Jun.                                                                   | Jul.                                                                   | Ago.                                                                   | Sep.                                                                   | Oct.                                                                   | Nov.                                                                   | Dic.                                                                   | Anual                                                                  |
| ---------------------------------------------------------------------- | ---------------------------------------------------------------------- | ---------------------------------------------------------------------- | ---------------------------------------------------------------------- | ---------------------------------------------------------------------- | ---------------------------------------------------------------------- | ---------------------------------------------------------------------- | ---------------------------------------------------------------------- | ---------------------------------------------------------------------- | ---------------------------------------------------------------------- | ---------------------------------------------------------------------- | ---------------------------------------------------------------------- | ---------------------------------------------------------------------- | ---------------------------------------------------------------------- |
| Temp. máx. abs. (°C)                                                   | 30.6                                                                   | 36.1                                                                   | 38.9                                                                   | 45                                                                     | 50                                                                     | 53.9                                                                   | 56.7                                                                   | 54.4                                                                   | 50.6                                                                   | 47.8                                                                   | 36.7                                                                   | 31.7                                                                   | 56.7                                                                   |
| Temp. máx. media (°C)                                                  | 19.4                                                                   | 22.9                                                                   | 27.8                                                                   | 32.5                                                                   | 38.1                                                                   | 43.3                                                                   | 46.9                                                                   | 45.9                                                                   | 41.4                                                                   | 33.8                                                                   | 25.1                                                                   | 18.4                                                                   | 33                                                                     |
| Temp. media (°C)                                                       | 11.9                                                                   | 15.4                                                                   | 20.2                                                                   | 24.6                                                                   | 30.3                                                                   | 35.3                                                                   | 39                                                                     | 37.9                                                                   | 32.8                                                                   | 25.1                                                                   | 17                                                                     | 10.9                                                                   | 25.1                                                                   |
| Temp. mín. media (°C)                                                  | 4.4                                                                    | 7.9                                                                    | 12.7                                                                   | 16.7                                                                   | 22.6                                                                   | 27.3                                                                   | 31.1                                                                   | 29.8                                                                   | 24.2                                                                   | 16.4                                                                   | 8.9                                                                    | 3.5                                                                    | 17.2                                                                   |
| Temp. mín. abs. (°C)                                                   | -9.4                                                                   | -6.1                                                                   | -3.3                                                                   | 3.9                                                                    | 7.8                                                                    | 9.4                                                                    | 16.7                                                                   | 18.3                                                                   | 5                                                                      | 0                                                                      | -1.1                                                                   | -6.1                                                                   | -9.4                                                                   |
| Precipitación total (mm)                                               | 9.9                                                                    | 13                                                                     | 7.6                                                                    | 3                                                                      | 0.8                                                                    | 1.3                                                                    | 1.8                                                                    | 3.3                                                                    | 5.3                                                                    | 1.8                                                                    | 4.6                                                                    | 7.6                                                                    | 59.9                                                                   |
| Horas de sol                                                           | 217                                                                    | 226                                                                    | 279                                                                    | 330                                                                    | 372                                                                    | 390                                                                    | 403                                                                    | 372                                                                    | 330                                                                    | 310                                                                    | 210                                                                    | 186                                                                    | 3625                                                                   |
| Fuente n.º 1: NOAA 1981–2010 US Climate Normals                        |                                                                        |                                                                        |                                                                        |                                                                        |                                                                        |                                                                        |                                                                        |                                                                        |                                                                        |                                                                        |                                                                        |                                                                        |                                                                        |
| Fuente n.º 2: weather2travel.com                                       |                                                                        |                                                                        |                                                                        |                                                                        |                                                                        |                                                                        |                                                                        |                                                                        |                                                                        |                                                                        |                                                                        |                                                                        |                                                                        |

## En la cultura popular
Varias películas se han rodado en el Valle de la Muerte, entre ellas:
- Star Wars (1977)
- Chimmie Fadden Out West (1915)
- Danger Valley (1937)
- Death Valley (1927)
- Fair Warning
- The Border Patrolman
- Where Trails Divide (1937)
- Twenty Mule Team
- Death Valley (1946)
- Yellow Sky
- 3 Godfathers (1948)
- The Walking Hills
- The Gunfighter (1950)
- Surrender (1950)
- Cattle Drive
- Westward the Women
- Escape from Fort Bravo
- Tumbleweed
- War Paint
- The Law and Jake Wade
- One-Eyed Jacks
- The Reward (1965)
- The Professionals
- The Legend of God's Gun (2007)
- Zabriskie Point (1970)
- Planes: Fire & Rescue (2014)

## Zonas notables
- Cuenca Badwater
- China Ranch
- Dante's View
- Darwin Falls
- Devils Hole
- Father Crowley Viewpoint
- Furnace Creek
- Harmony Borax Works
- Hells Gate
- Hog Ranch Mountains
- Myers Ranch
- Furnace Creek Inn and Ranch Resort
- Russell Camp
- New Ryan
- Upper and Lower Noonday Camp
- Shoreline Butte
- Stovepipe Wells
- Tecopa
- Tecopa Hot Springs
- West Side Borax Camp
- Wilson Ranch
- Wildrose Ranger Station

## Galería

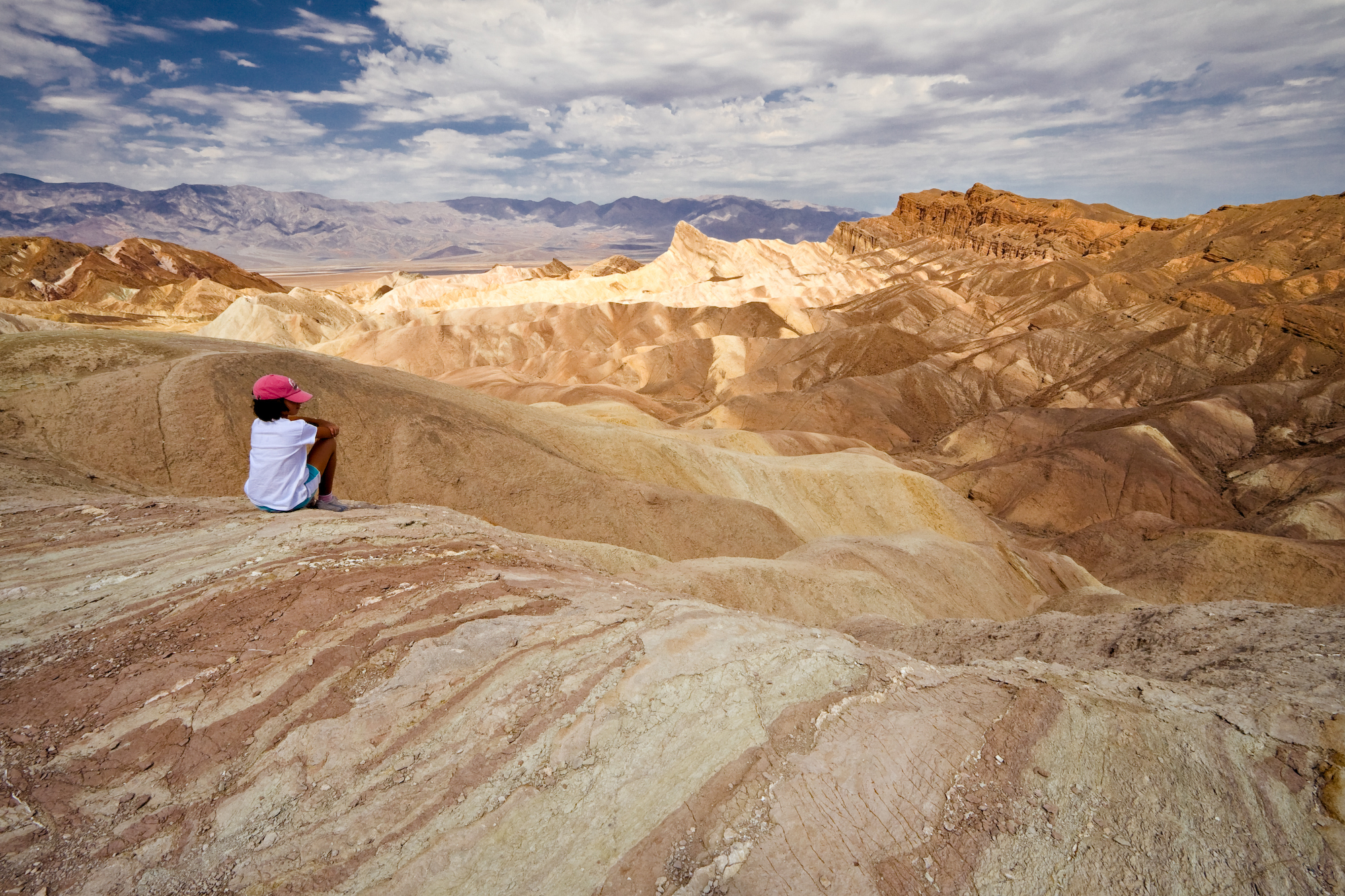
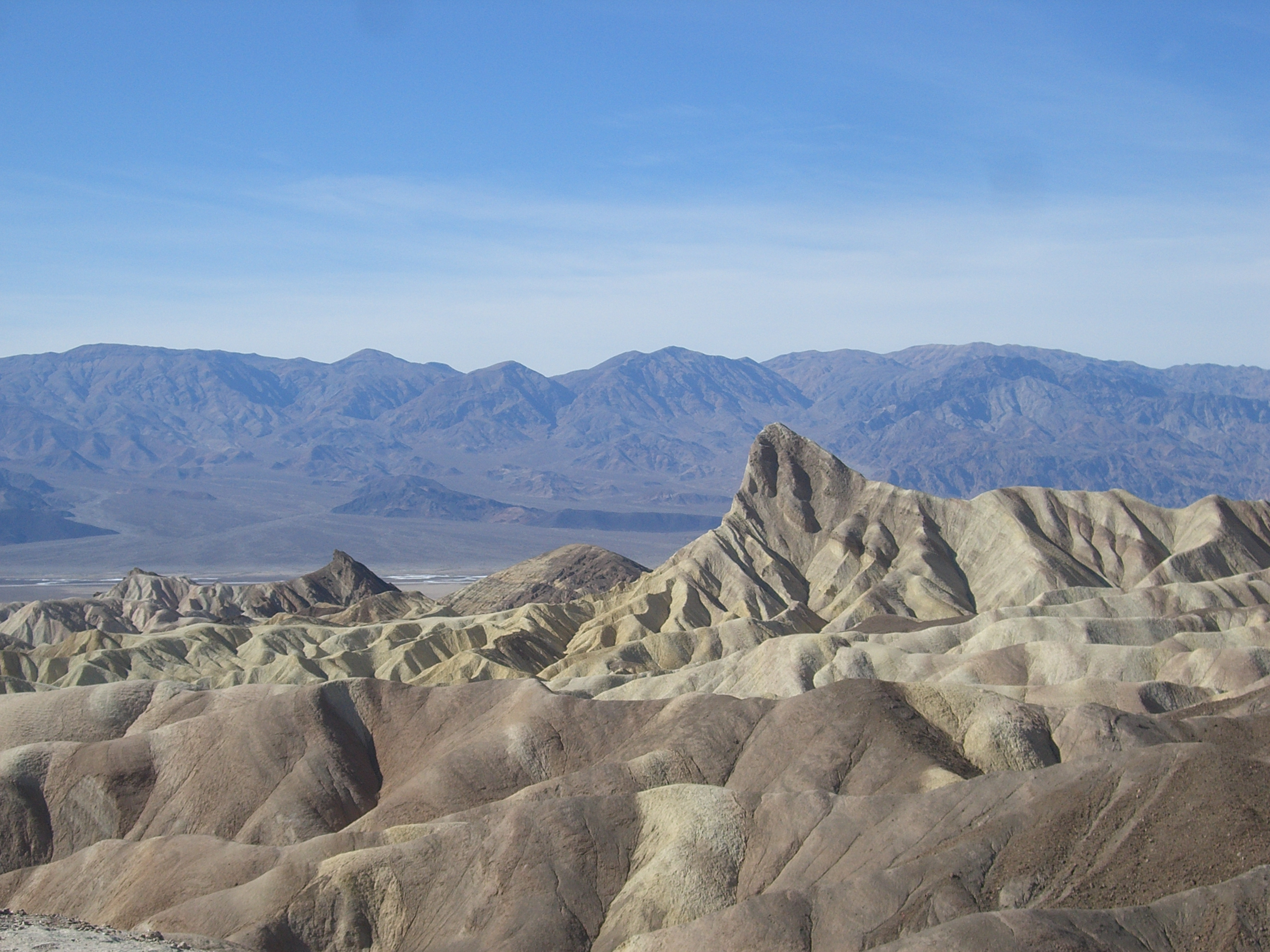
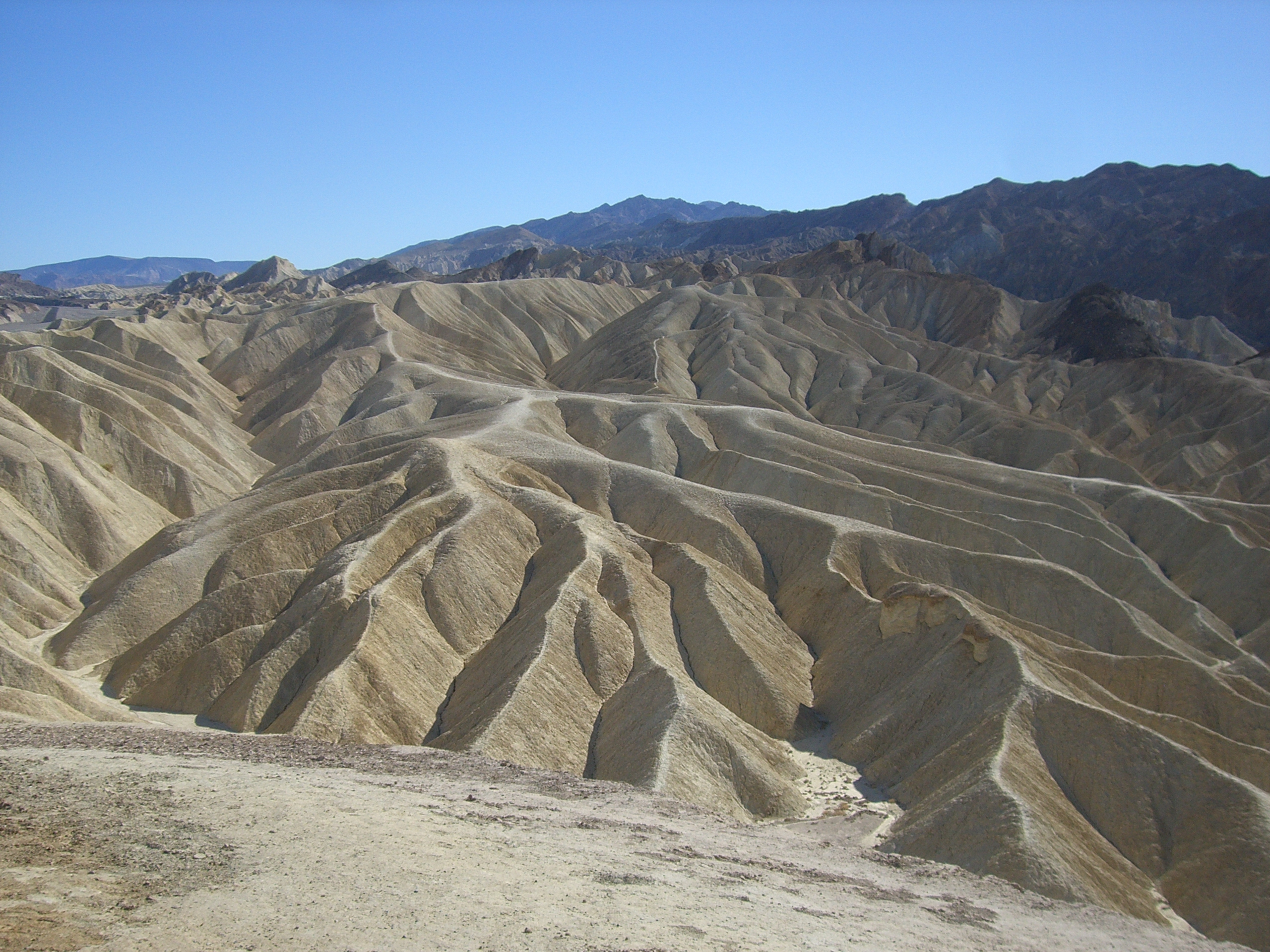
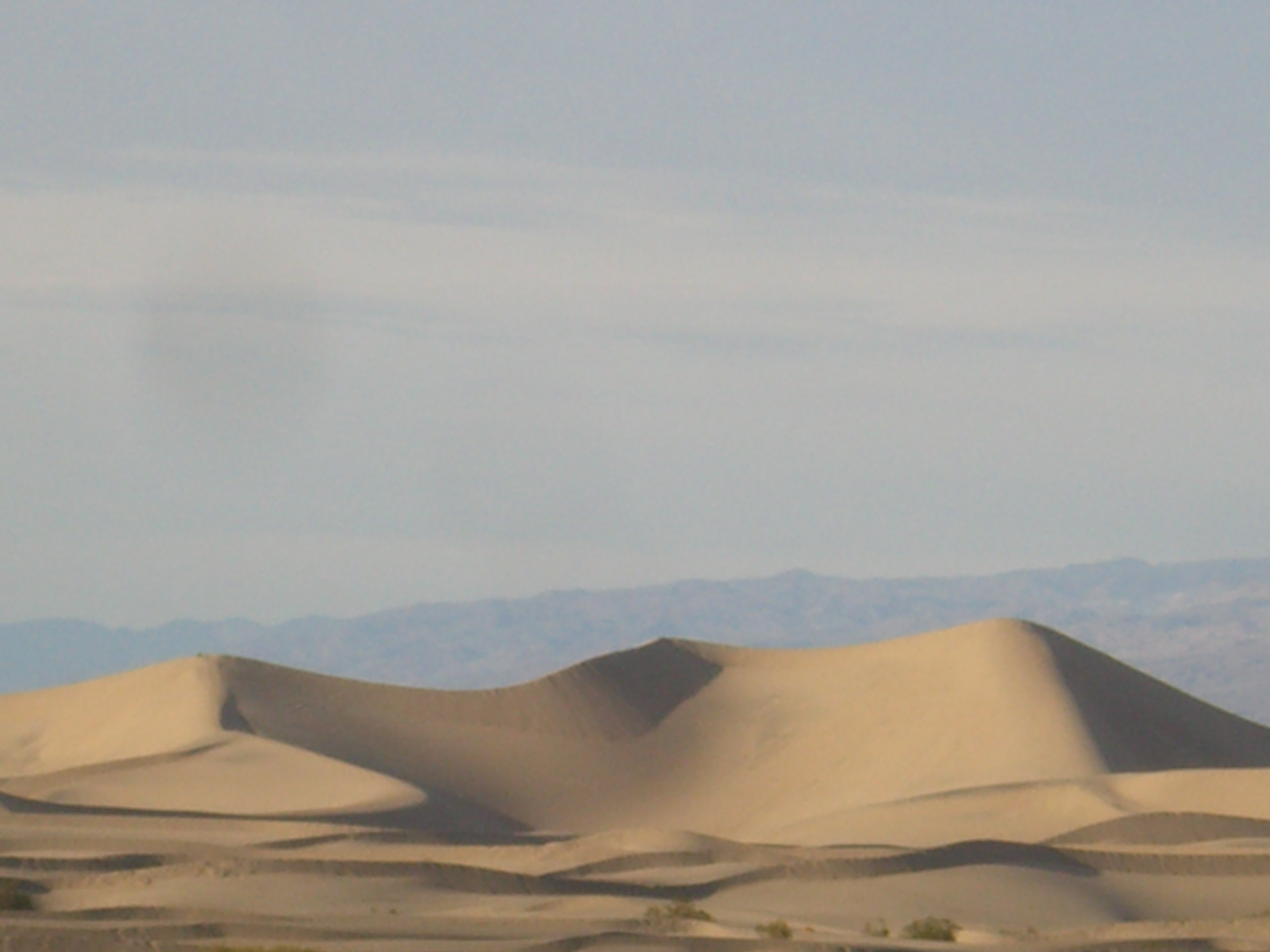
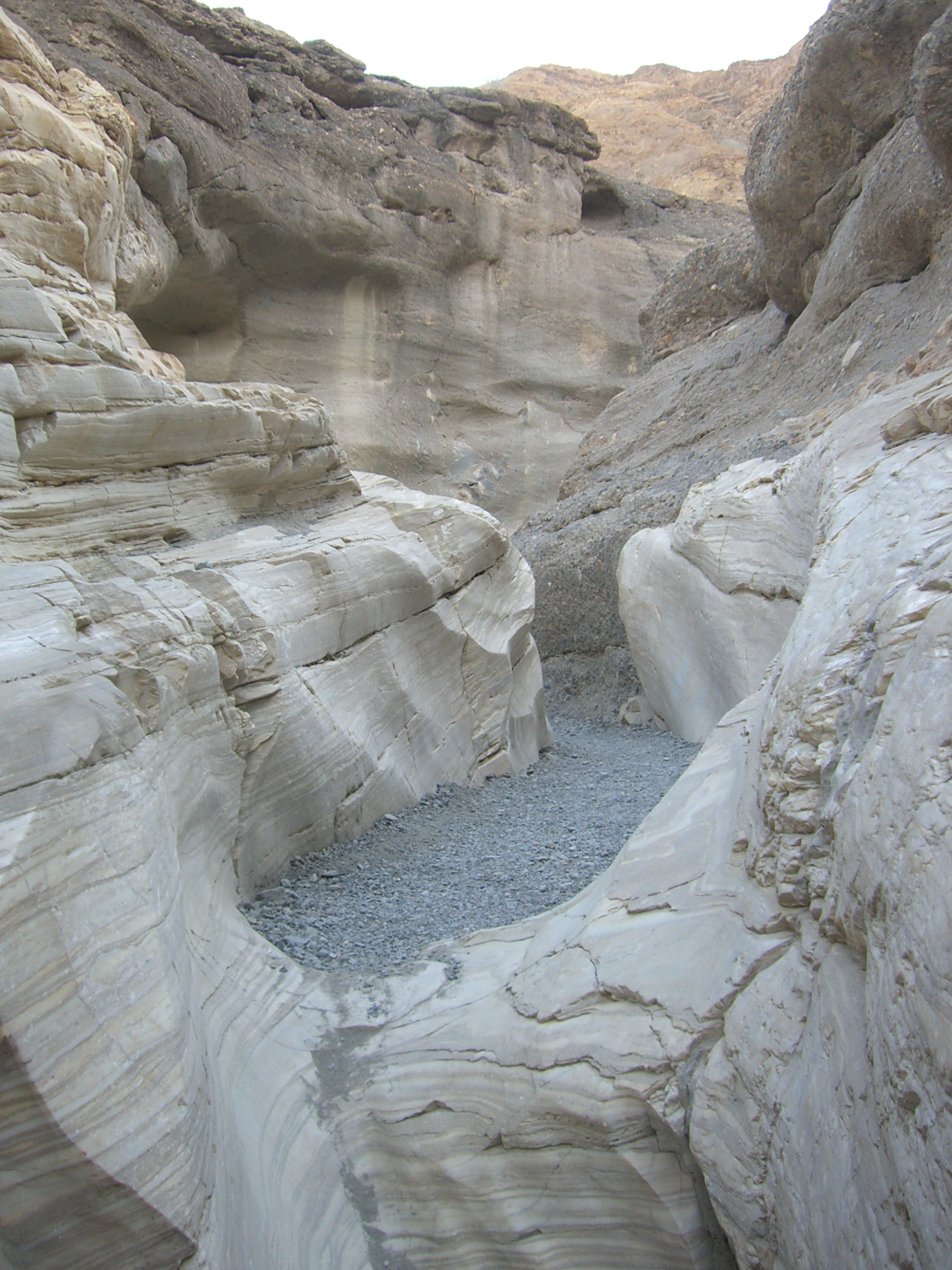
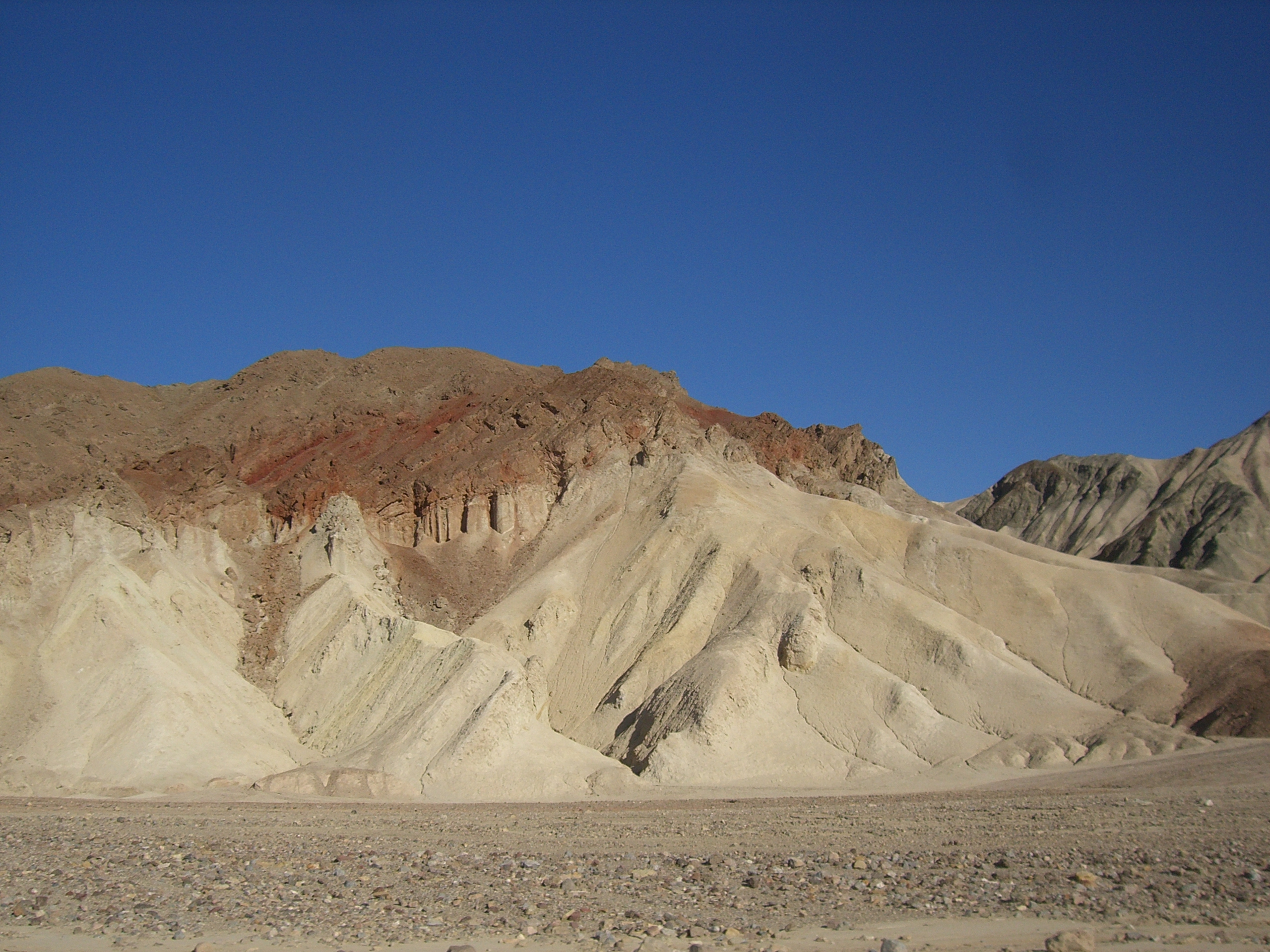
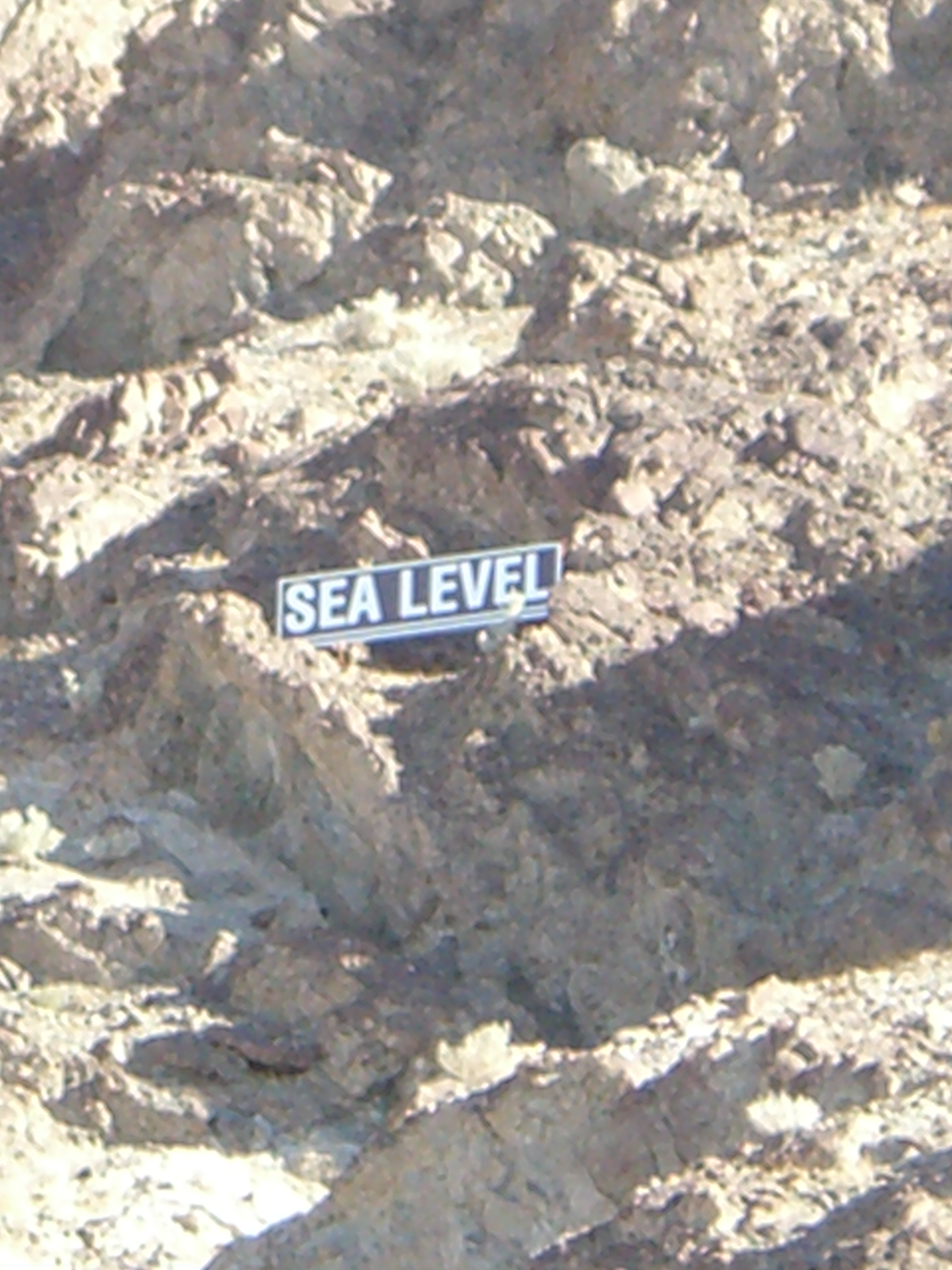
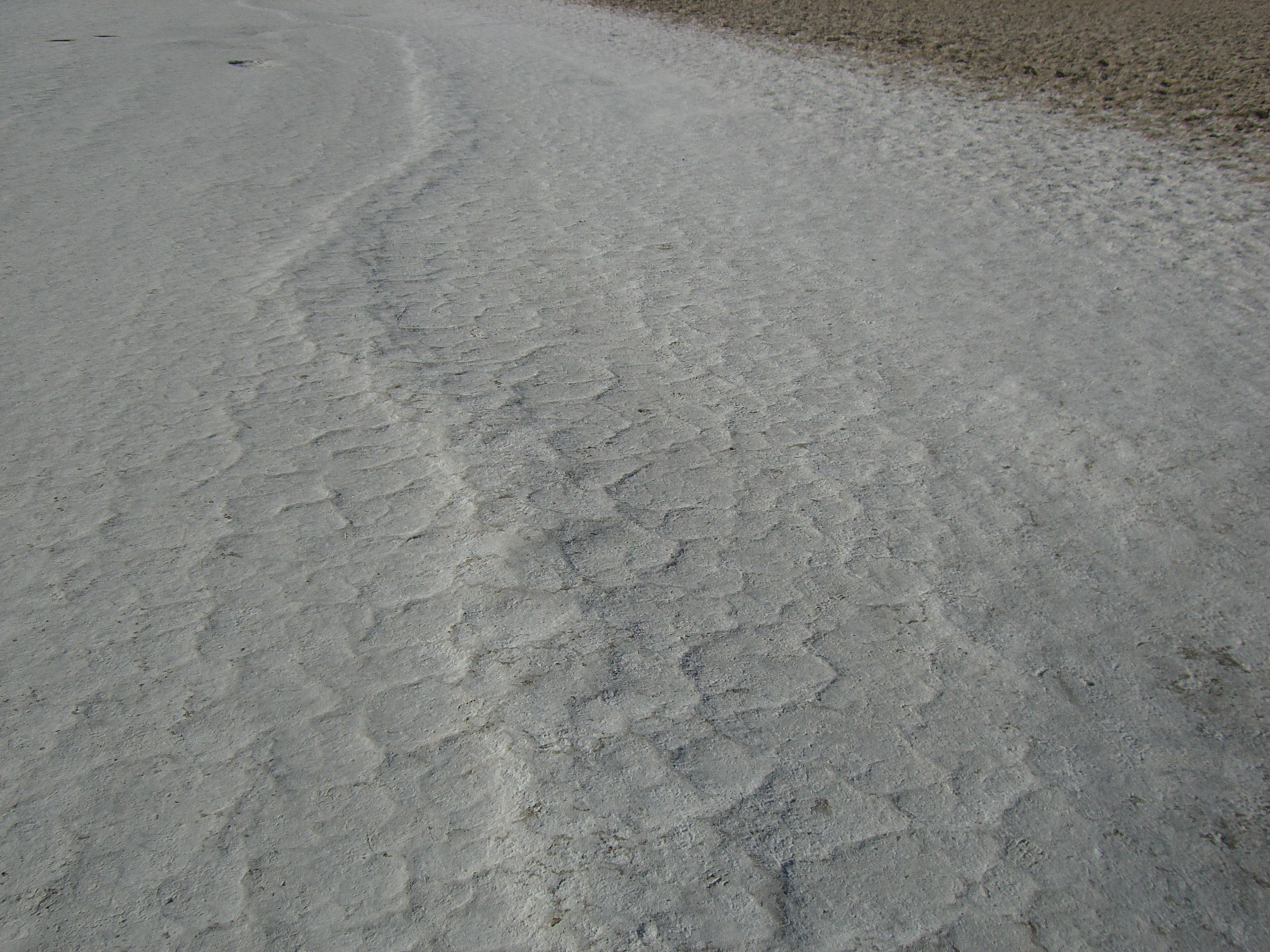
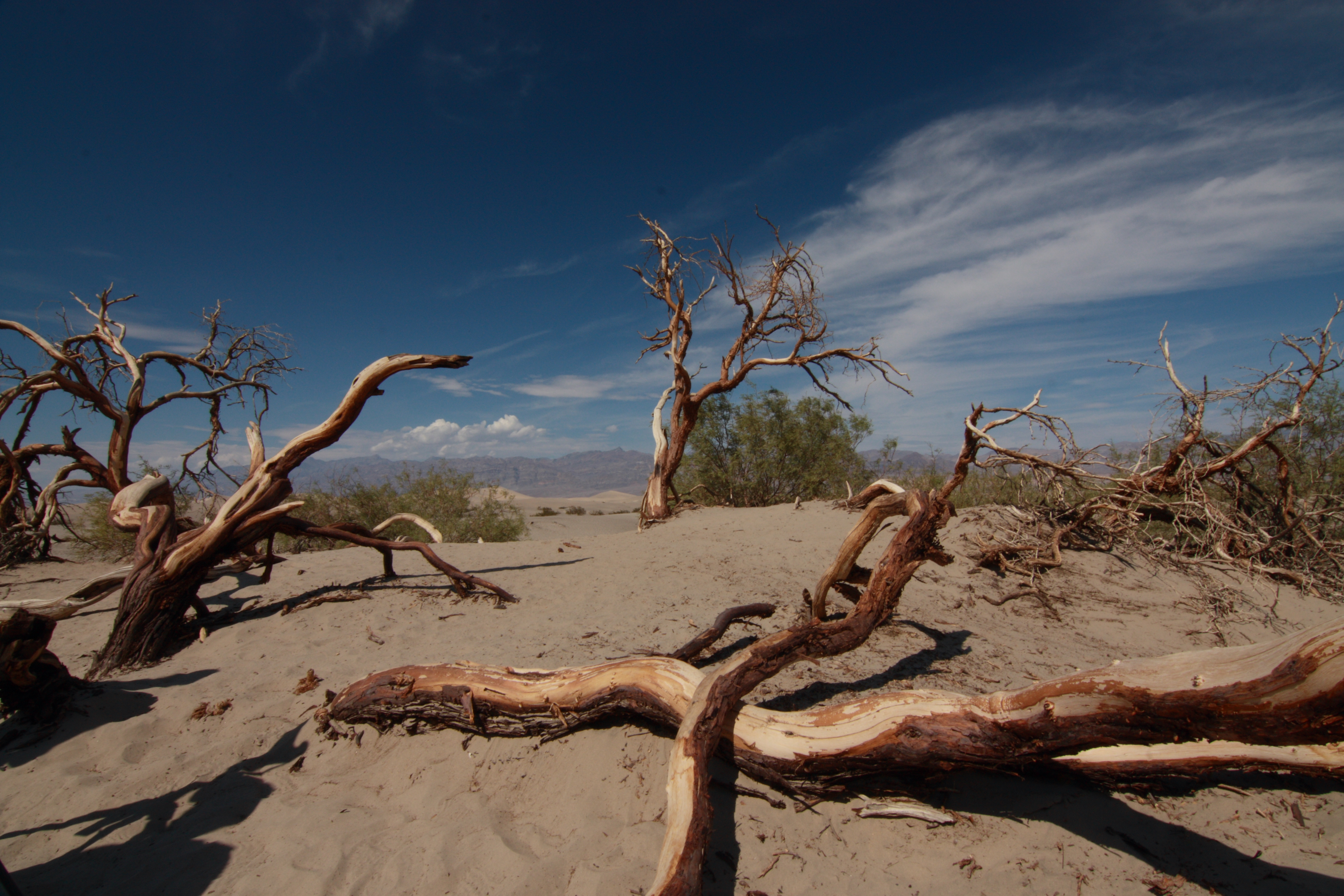